# Johann Michael Kohler
Johann Michael Kohler (* 1681 in Tübingen; † 1767 ebenda) war ein deutscher Chirurg, Perückenmacher und als Politiker langjähriger Bürgermeister von Tübingen.

## Leben
Johann Michael Kohler war ein Sohn des Weißgerbers und Ratsverwandten Michael Kohler und seiner ersten, namentlich nicht bekannten Frau. Er war von Beruf Chirurg und Perückenmacher. 1703 heiratete er Christine Magdalene Pezold, eine Tochter des Kaufmanns und Bürgermeisters von Dornstetten Johann Nikolaus Pezold.
Er arbeitete aber auch für die Stadt als Amtsrechner und Amtsschreiber.
Seit 1718 war er Ratsverwandter, ab 1730 wechselte er zum Gericht und 1736 wurde er zum Bürgermeister von Tübingen bestimmt. Dieses Amt hatte er bis zu seinem Tod 1767 inne.
Johann Michael Kohler hatte mindestens zwei Töchter. Eine, namentlich nicht bekannte heiratete den Perruquier und Ratsverwandten Johann Michael Feurer (1698–1764). Die andere, Maria Magdalena, heiratete 1757 den Pfarrer von Derendingen Ludwig Gottfried Ammermüller.